# Dinosaur Park
Der Dinosaur Park ist ein Freilichtmuseum in Rapid City im US-amerikanischen Bundesstaat South Dakota.
Die 1936 eröffnete Anlage gilt als ältester Dinosaurier-Themenpark der USA und wurde 1990 in das National Register of Historic Places aufgenommen. Sie enthält sieben Modelle.

## Geschichte
In den 1930er Jahren investierte die Stadtverwaltung von Rapid City vermehrt Geld in Projekte, die der Tourismusförderung der Region dienten. Der damalige Präsident der South Dakota School of Mines and Technology, Cleophas C. O’Harra, entwickelte die Idee eines Parks, in dem lebensgroße Dinosaurier zu sehen sind. Den Menschen sollte durch den Park ein realistisches Bild der prähistorischen Lebewesen vermittelt werden. Die Stadt beschloss, die Finanzierung der Anlage zu übernehmen, und beauftragte den Bildhauer Emmit A. Sullivan sowie Frank Lockhart und George McGraw mit dem Bau der Dinosauriermodelle. Der Paläontologe Barnum Brown wurde als Berater hinzugezogen. Die Auswahl der Dinosaurier erfolgte nach entdeckten Fossilien und Fußabdrücken im Gebiet der Black Hills. Der Park wurde im Jahr 1936 eröffnet.

## Exponate
Da die Exponate des Parks in den 1930er Jahren erbaut wurden, repräsentieren sie den damaligen Stand der Erkenntnisse über die Gestalt und Lebensweise der Dinosaurier und sind deshalb nicht auf dem Stand der heutigen Wissenschaften. Eröffnet wurde die Anlage mit fünf Dinosauriern: Apatosaurus, Edmontosaurus, Triceratops, Tyrannosaurus und Stegosaurus. Später wurde die Ausstellung um Protoceratops sowie Dimetrodon, einen Synapsiden, ergänzt.

## Sonstiges
Die Bewohner von Rapid City waren mit der Stadtpolitik in den 1930er Jahren unzufrieden, da viele kommunale Probleme zu Gunsten neuer Touristenattraktionen vernachlässigt wurden. So stieß auch der Dinosaur Park zunächst auf wenig Gegenliebe und erhielt den spöttischen Beinamen Dam Eye-Sore Park (eye-sore: etwa Schandfleck oder Augenschmerzen).